# Kreis Paderborn
Kreis Paderborn är ett distrikt i Nordrhein-Westfalen, Tyskland. Största staden i distriktet är distriktshuvudstaden Paderborn.
1. ↑  hämtat från: tjeckiskspråkiga Wikipedia.[källa från Wikidata]
2. ↑  läs online, www.landesdatenbank.nrw.de .[källa från Wikidata]
3. ↑  läs online, www.destatis.de .[källa från Wikidata]
4. ↑  hämtat från: tyskspråkiga Wikipedia.[källa från Wikidata]